# Kuków-Folwark
Pour les articles homonymes, voir Kuków.
Kuków-Folwark est un village polonais du district administratif de Suwałki, dans le powiat de Suwałki, voïvodie de Podlachie, au nord-est du pays.